# Pericle Ducati
Pericle Ducati (Bologna, 11 luglio 1880 – Cortina d'Ampezzo, 28 ottobre 1944) è stato un archeologo ed etruscologo italiano, autore di numerosi saggi, nonché professore di archeologia nell'Università di Bologna.

## Biografia
Nato da una famiglia di antiche origini trentine, Pericle Ducati compì gli studi ginnasiali presso l'Istituto Guido Guinizelli di Bologna e quelli liceali presso il Regio Liceo Galvani della medesima città. In questi anni maturò il suo interesse per l'archeologia grazie all'incontro con Antonio Zannoni ed Edoardo Brizio.
Nel 1904 si laureò alla Facoltà di Lettere e Filosofia dell'Università di Bologna, dove fu allievo di Giosuè Carducci ed Edoardo Brizio. La tesi di laurea, intitolata Brigo, pittore vascolare attico, fu pubblicata nello stesso anno con il titolo Brevi osservazioni sul ceramista attico Brigo. Nel 1906 si diplomò alla Regia Scuola Archeologica di Roma sotto Emanuel Löwy, Luigi Pigorini e Rodolfo Lanciani.
Già ispettore ai Monumenti (1909-1912), fu professore di archeologia nelle Università di Catania (1912-1916), Torino (1916-1920) e Bologna (1921-1944).
Dal 1921 alla morte fu direttore del Museo civico archeologico di Bologna e dal 1923 preside della Facoltà di Lettere e Filosofia all'Università di Bologna, carica che ricoprì sino al 1929 e ancora nel biennio 1943-1944. In questi anni si occupò anche di numerose campagne di scavo, tra cui quella presso la Grotta del Farneto a Bologna e quelle presso Spina e Valle Trebba a Ferrara.
Ducati fu anche membro del Consiglio Superiore per le Antichità e le Belle Arti ed autorevole membro di varie accademie italiane ed estere (Regia Accademia dei Lincei, Regia Accademia d'Italia, Regia Accademia delle Scienze di Bologna, Regia Accademia Clementina di Bologna).
Dedicò tutta la sua vita allo studio, pubblicando più di 1000 opere scientifiche incentrate principalmente sulla trattazione dell'arte greca e romana e delle antichità etrusco-italiche. Prese inoltre parte alla compilazione delle più importanti opere enciclopediche del tempo. Studioso di fama internazionale, fu spesso chiamato a tenere conferenze in Italia e all'estero, a partecipare a numerosi congressi internazionali e a collaborare con varie riviste e quotidiani.
Il 13 maggio 1942 divenne socio dell'Accademia delle scienze di Torino.
Tradizionalmente nazionalista, fu membro del Partito Fascista Repubblicano, dirigente del Comitati d'Azione per l'Universalità di Roma (CAUR), presidente dell'Istituto di Cultura Fascista, fiduciario per l'Emilia-Romagna del Sindacato Nazionale Fascista degli Autori e Scrittori, firmatario del Manifesto degli intellettuali del Fascismo,  redatto da Giovanni Gentile nel 1925. Dopo l'Armistizio del 1943 aderì alla Repubblica Sociale Italiana e fu nominato membro del tribunale straordinario provinciale di Firenze, istituito per giudicare gli oppositori del fascismo. A causa di tale sua veste, il 16 febbraio 1944 fu gravemente ferito a revolverate da due gappisti in bicicletta mentre stava varcando l'andito della propria casa. 
Trasportato inizialmente all'Ospedale Sant'Orsola di Bologna, a seguito di complicazioni, fu trasferito all'Istituto elioterapico Codivilla di Cortina d'Ampezzo, dove morì il 28 ottobre del 1944. Dopo la morte di Ducati, le autorità fasciste rinunciarono alla rappresaglia contro i partigiani. Una lapide, posta sull'ingresso del Museo civico archeologico di Bologna, ricorda l'opera e il contributo dello studioso Pericle Ducati. La sua tomba è sistemata nel cimitero monumentale della Certosa di Bologna.

## Opere
- Brevi osservazioni sul ceramista attico Brigo, Bologna, Società cooperativa tip. Azzoguidi, 1904.
- I vasi dipinti nello stile del ceramista Midia. Contributo allo studio della ceramica attica, Roma, Accademia nazionale dei Lincei, 1909.
- Le pietre funerarie felsinee, Roma, Tipografia della R. Accademia dei Lincei, 1911.
- Contributo allo studio degli specchi etruschi figurati, [s.i.], [s.n.], 1912.
- Pitture funerarie degli etruschi, 1914.
- Sui riti funebri dei sepolcreti etruschi felsinei, Bologna, Stab. Poligrafico Emiliano, 1915.
- Osservazioni di demonologia etrusca, Roma, Tipografia della R. Accademia dei Lincei, 1916.
- Saggio di studio sulla ceramica attica figurata del sec. IV av. Cr., Roma, Tipografia della R. Accademia dei Lincei, 1916.
- L'arte classica, Torino, UTET, 1920.
- Storia della ceramica greca, Firenze, Fratelli Alinari, 1922.
- Contributo allo studio dell'arce etrusca di Marzabotto, Bologna, Stabilimenti Poligrafici Riuniti, 1923.
- Guida del Museo civico di Bologna (PDF), Bologna, Regia Tipografia Fratelli Merlani, 1923.
- I monumenti di Grecia e di Roma, Torino, 1924 (2ª ed. 1925).
- Etruria antica, Torino, Paravia, 1925 (2ª ed. 1927).
- Storia dell'arte etrusca, 2 voll., Firenze, Rinascimento del libro, 1927.
- Origine e attributi del Fascio Littorio, 1927
- Storia di Bologna. I tempi antichi, 1928
- Lisippo, Roma, 1930
- Gli scavi d'Italia, Firenze, 1931
- Pontische Vasen, Berlin, 1932
- Il santuario di Olimpia, Roma, 1932
- La scultura greca, Firenze, 1933-36
- La scultura etrusca, Firenze, 1934
- La scultura romana, Firenze, 1934
- Storia d'Italia. L'Italia antica dalle prime civiltà alla morte di Cesare, 1936
- L'arte in Roma dalle origini al secolo VIII, 1938
- (FR)  Le problème étrusque, Paris, Librairie Ernest Leroux, 1938
- Come nacque Roma, Firenze, 1939
- Italia preromana e stirpe italica, 1940
- Preistoria e Protostoria dell'Emilia, 1942